# Боровенский сельский совет (Кременский район)
Боровенский сельский совет (укр. Боровенська сільська рада) — административно-территориальная единица в составе Кременского района Луганской области Украины.

## Населённые пункты совета
- с. Боровеньки

## Адрес сельсовета
92943, Луганська обл., Кремінський р-н,
с. Боровеньки, вул. Леніна, 31а; тел. 9-53-18  (укр.)